# سليمان حاج عبد الرحمن
سليمان حاج عبد الرحمن (بالدنماركية: Slimane Hadj Abderrahmane) (5 أغسطس 1973 – 2013) هو مواطن دنماركي اعتقل خارج نطاق القانون من قبل الولايات المتحدة في معتقل غوانتانامو في كوبا. رقم الاعتقال التسلسلي هو 323.
ولد في 5 أغسطس عام 1973 في روسكيلد في الدنمارك. أمه دنماركية ووالده جزائري.
سافر إلى أفغانستان في أواخرالتسعينات، واعتقل في ديسمبر 2001 في أفغانستان بالقرب من الحدود الباكستانية. وتم نقله إلى غوانتانامو في 10 فبراير 2002، ورحلته السلطات الأمريكية إلى الدنمارك في 24 فبراير 2004.
يقول سليمان أنه سافر إلى أفغانستان للتدريب في معسكرات التدريب العسكري ليتمكن من الذهاب إلى القتال مع المسلمين في الشيشان. استمر اعتقال عبد الرحمن في غوانتانامو منذ أكثر من عامين. ووفقا لتقارير صحفية كان الإفراج عنه بضغط من المسؤولين الدنماركيين الذين هددوا بسحب قوات الدنمارك من الحرب في أفغانستان إذا لم يتم الإفراج عنه.
وبعد الإفراج عنه أعلن عن نيته السفر للقتال في الشيشان. وقال أن لا يعترف بوثيقة التعهد بعدم القيام «بأعمال إرهابية»، وقال أن للدنمارك دور في احتلال العراق مما يعني أن الدنمارك تعتبر بالنسبة للمسلمين أهدافًا عسكريةً مشروعةً.
وفي عام 2013 سافر إلى سوريا للقتال ضد بشار الأسد، ومصيره غير معروف حتى الآن وسط تكهنات بمقتله في سوريا.